# Aria Maestosa
Aria Maestosa je svobodný editor MIDI a sekvencer, který je vyvíjen pod licencí GNU. Využívá se při skládání, aranžování nebo upravování souborů MIDI. Uživatelské rozhraní programu je jednoduché a intuitivní.[zdroj?] Zobrazuje jednotlivé stopy MIDI díla. Tyto stopy mohou být podány v podobě not, klavíru (váleček), kytarové tabulatury nebo bicích. Má taktéž správu ovladačů MIDI.

## Vlastnosti
- Zobrazení a úpravy více stop
- Několik režimů sezení (notový zápis) : noty, klavír (váleček), kytarová tabulatura, bicí
- Správa ovladačů MIDI (hlasitost, vyvážení, pedál...)
- Výběr nástrojů, kanálu, hlasitosti atd. pro každou stopu
- Výběr tóniny, druhu taktu, tempa
- Pokročilá správa druhu taktů (druh taktu v díle může být různý)
- Možnost sezení podle klaviatury MIDI possible
- Tisk díla do různých notových zápisů
- Nahrávání a ukládání souborů ve formátu .mid
- Uložení díla v podobě zvukového souboru ve formátu .wav (jedině v Mac OS X a v Linuxu)
- Možnost otevření několika děl ve stejnou dobu (v kartách)
- Možnost spojení několika zápisů not v téže stopě
- Stopy na pozadí (zobrazitelnost několika stop ve stejné stopě)